# Crévic
Crévic ist eine französische Gemeinde mit 944 Einwohnern (Stand 1. Januar 2022) im Département Meurthe-et-Moselle in der Region Grand Est (bis 2015 Lothringen). Sie gehört zum Arrondissement Nancy (bis 2022: Arrondissement Lunéville) und ist Mitglied im Gemeindeverband Communauté de communes des Pays du Sel et du Vermois. Die Bewohner werden Crevicois und Crevicoises genannt.

## Geografie
Crévic liegt etwa 20 Kilometer östlich von Nancy und etwa acht Kilometer nordwestlich von Lunéville im Tal des Flüsschens Sânon, das einige Kilometer westlich bei Dombasle-sur-Meurthe in die Meurthe mündet. Parallel zum Fluss durchquert auch der Rhein-Marne-Kanal die Gemeinde. Das Gemeindegebiet wird außerdem von Ruisseau du Moulnot, vom Ruisseau du Vignal und vom zeitweise trockenfallende Ruisseau de la Prête entwässert, im Gemeindegebiet in den Sânon münden.
Umgeben wird Crévic von den sechs Nachbargemeinden:
| Haraucourt   | Drouville                                   |       |
| Sommerviller | Kompassrose, die auf Nachbargemeinden zeigt | Maixe |
|              | Flainval Anthelupt                          |       |

Oberhalb des rechten Ufer des Sânon wird in geringem Maße Wein angebaut. Knapp drei Viertel der Fläche der Gemeinde wird landwirtschaftlich genutzt, etwa 22 % ist bewaldet. Crévic liegt fernab von größeren Verkehrsachsen. Die Route départementale D 2 verbindet die Gemeinde mit den Nachbargemeinden Sommerviller im Westen und Maixe im Osten, die Route départementale D 81 mit Haraucourt im Nordwesten, die Route départementale D 2G mit Anthelupt im Süden.
Der Fernwanderweg GR 534 „Stanislas-Kléber-Weg“ von Nancy nach Straßburg durchquert das Gemeindegebiet.

## Geschichte
Crévic entstand in der gallo-römischen Epoche. Im Laufe der Zeit wandelte sich der Ortsnamen von Cressenviscus über Creviacus und Crevy in seine heutige Form.
Die Gegend ist nachweislich seit 3000 Jahren (Eisenzeit) besiedelt, möglicherweise auch schon davor (Bronzezeit). Zeugen dieser frühen Periode sind die in Crévic aufgefundenen Tumuli.

### Bevölkerungsentwicklung
| Jahr      | 1962 | 1968 | 1975 | 1982 | 1990 | 1999 | 2007 | 2019 |
| Einwohner | 793  | 807  | 728  | 852  | 859  | 917  | 918  | 931  |

## Sehenswürdigkeiten
- Kirche Saint-Denis mit einer Apsis aus dem 15. Jahrhundert
- Kapelle Notre-Dame-de-Pitié aus dem Jahre 1514
- Brücke über den Sânon aus dem 17./18. Jahrhundert, seit 1984 als Monument historique klassifiziert

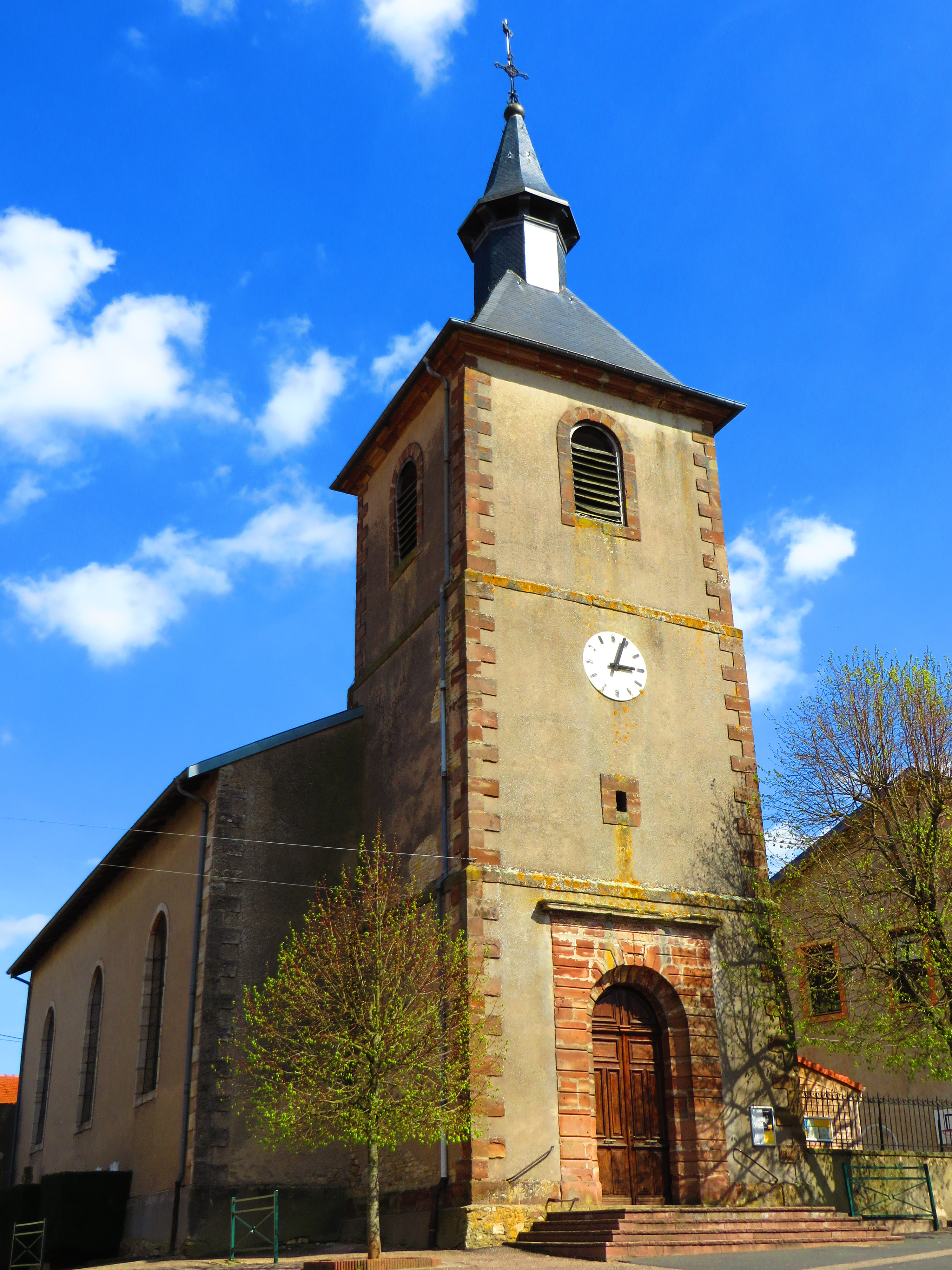
Kirche Saint-Denis
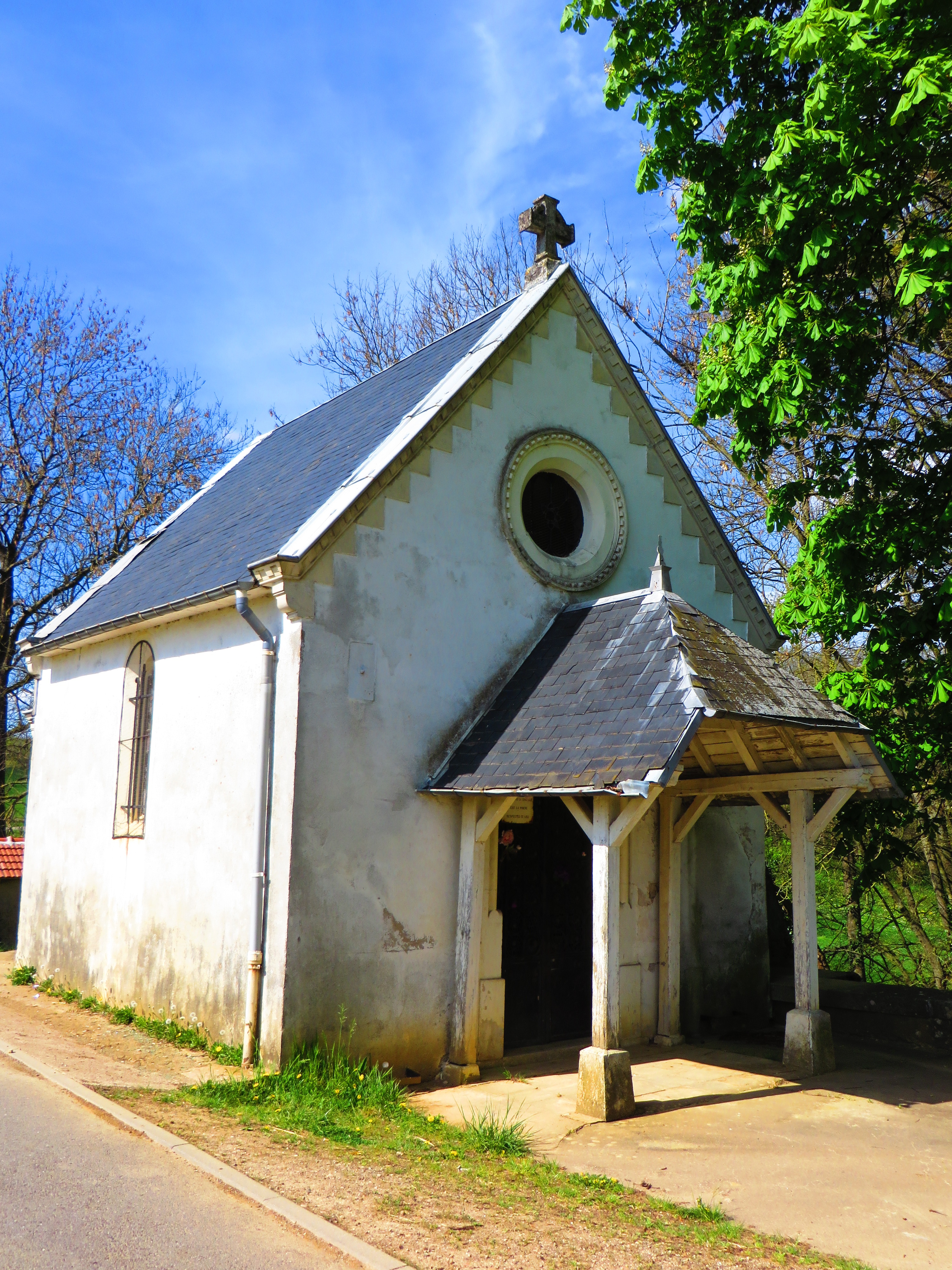
Kapelle Notre-Dame-de-Pitié
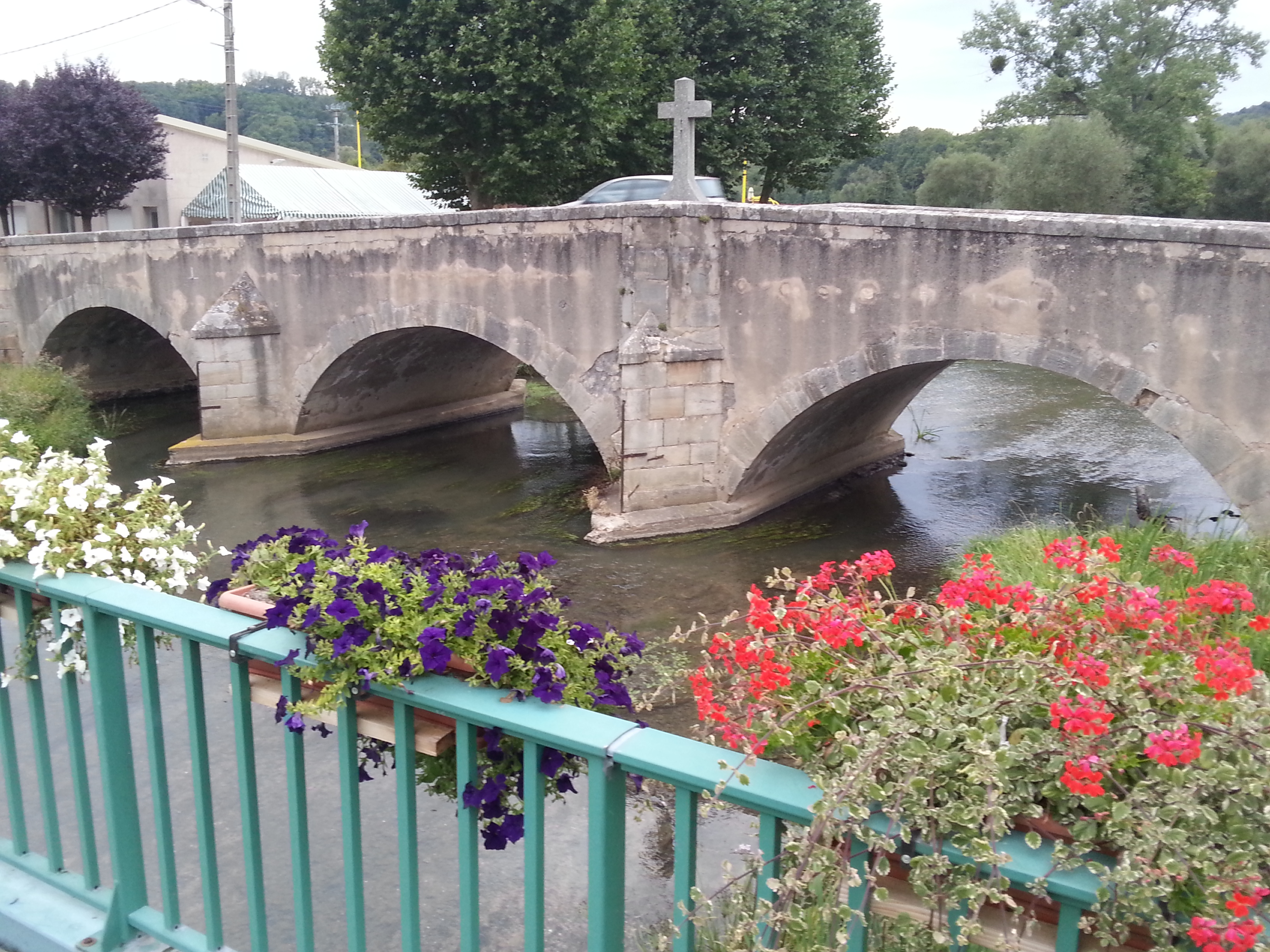
Brücke über den Sânon